# Стегний, Кирилл Владимирович
Кирилл Владимирович Стегний (род. 8 ноября 1972, Владивосток) — российский хирург, специалист в области малоинвазивной хирургии, член-корреспондент РАН (2016).

## Биография
Родился 8 ноября 1972 года во Владивостоке.
В 1995 году — окончил Владивостокский государственный медицинский университет, педиатрический факультет, затем была учёба в клинической ординатуре на кафедре общей хирургии ВГМУ.
С 1997 по 2000 годы — врач-хирург хирургического отделения ДВЦББ.
С 2000 по 2007 годы — заведующий отделением эндоскопической хирургии и гинекологии Приморской краевой клинической больницы № 1.
В 2002 году — защитил кандидатскую диссертацию, тема: «Эндовидеохирургия в лечении послеоперационных осложнений органов брюшной полости».
С 2007 по 2011 годы — заведующий Центром новых технологий в хирургии в Отделенческой клинической больнице на ст. Владивосток ОАО «РЖД».
В 2008 году — защитил докторскую диссертацию, тема: «Минилапароскопия в хирургии органов брюшной полости».
С 2010 года по настоящее время — директор Института хирургии, урологии Тихоокеанского государственного медицинского университета.
С 2013 года по настоящее время — руководитель центра хирургии Медицинского центра Дальневосточного федерального университета на о. Русский.
В 2016 году — избран членом-корреспондентом РАН.
Член правления Российского общества хирургов.